# 정칙 공간
일반위상수학에서 정칙 공간(正則空間, 영어: regular space)은 서로소인 점과 닫힌집합을 각각을 포함하는 서로소 근방으로 분리할 수 있는 위상 공간이다.

## 정의

정칙 공간의 정의

위상 공간 {\displaystyle X}에 대하여 다음 조건들이 서로 동치이며, 이를 만족시키는 위상 공간을 정칙 공간이라고 한다.
- (점과 닫힌집합의 분리) 임의의 닫힌집합 {\displaystyle F\subseteq X}와 점 {\displaystyle x\in X\setminus F}에 대하여, {\displaystyle x\in U\subseteq X\setminus V\subseteq X\setminus F}가 되게 하는 열린집합 {\displaystyle U,V\subseteq X}가 존재한다.[1]:195, §31
- 임의의 점 {\displaystyle x\in X}에 대하여,  {\displaystyle x}를 포함하는 정칙 닫힌집합(즉, {\displaystyle x}의 열린 근방의 폐포)들은 {\displaystyle x}의 국소 기저를 이룬다.

## 성질

### 함의 관계
정칙 하우스도르프 공간은 우리손 공간이다. 완비 정칙 공간은 정칙 공간이다.
정칙 하우스도르프 공간과 완비 하우스도르프 공간 사이에는 함의 관계가 존재하지 않는다.

### 하우스도르프 조건과의 관계
정칙 공간에 대하여 다음 두 조건이 서로 동치이다.
- 콜모고로프 공간이다.
- 하우스도르프 공간이다.

정칙 하우스도르프 공간을 T3 공간(영어: T3 space)이라고 부르기도 한다.

### 연산에 대한 닫힘
정칙 공간의 부분 집합은 항상 정칙 공간이다. (유한 또는 무한 개의) 정칙 공간들의 곱공간은 정칙 공간이다. 또한, (유한 또는 무한 개의) 정칙 공간들의 상자곱은 정칙 공간이다.

### 크기
정칙 하우스도르프 공간은 비가산 집합이거나 아니면 완전 분리 공간이다.

### 정칙 열린집합
정칙 공간의 정칙 열린집합들의 족은 기저를 이룬다. 그러나 그 역은 성립하지 않을 수 있다 (즉, 정칙 열린집합들이 기저를 이루지만 정칙 공간이 아닌 위상 공간이 존재한다).

## 예
정칙 공간이 아닌 하우스도르프 공간의 예는 다음을 들 수 있다. 실수의 집합 {\displaystyle \mathbb {R} }에, 다음과 같은 집합들을 기저로 하는 위상을 정의하자.
{\displaystyle \{U\setminus C\colon |C|<\aleph _{0},U\in {\mathcal {T}}(\mathbb {R} )\}}
여기서 {\displaystyle {\mathcal {T}}(\mathbb {R} )}는 실수의 표준적인 위상에서의 열린 집합들의 모임이다. 그렇다면, 이 비표준 위상을 준 실수 집합은 하우스도르프 공간이지만 정칙 공간이 아니다.